# Konečný & Nedělník
Konečný & Nedělník (oficiálně: R. Konečný a J. Nedělník, podnikatelství staveb v Prostějově) byla stavební firma v Prostějově v letech 1887–1946, založená Rudolfem Konečným (1856–1928) a Josefem Nedělníkem (1850–1931). 

## Historie
Firma byla založena v roce 1887. Realizovala veřejné stavby, soukromé domy, ale i průmyslové objekty. V roce 1946 byla firma znárodněna a od roku 1948 se stala součástí národního podniku Průmstav.

## Vlastní projekty
- Grandhotel, Prostějov (1912)[3]
- Vila Marty Toulové, Prostějov (1932–1933)[4]
- Vila Miroslava Grunty, Lutín (1932–1933)[5]
- Vila Jana a Anastázie Neherových (1938–1939)

## Realizace
- Vila Františka Kováříka, Prostějov (1910–1911, architekt Emil Králík)
- Vila Josefa Kováříka, Prostějov (1910–1911, architekt Emil Králík)
- Nová radnice, Prostějov (1911–1914, architekt K. H. Kepka)
- Městská spořitelna, Prostějov (1926, architekt Jindřich Kumpošt)[6]
- Vlla Jana a Anástázie Neherových (1938-1939)